# Amerikai fakusz

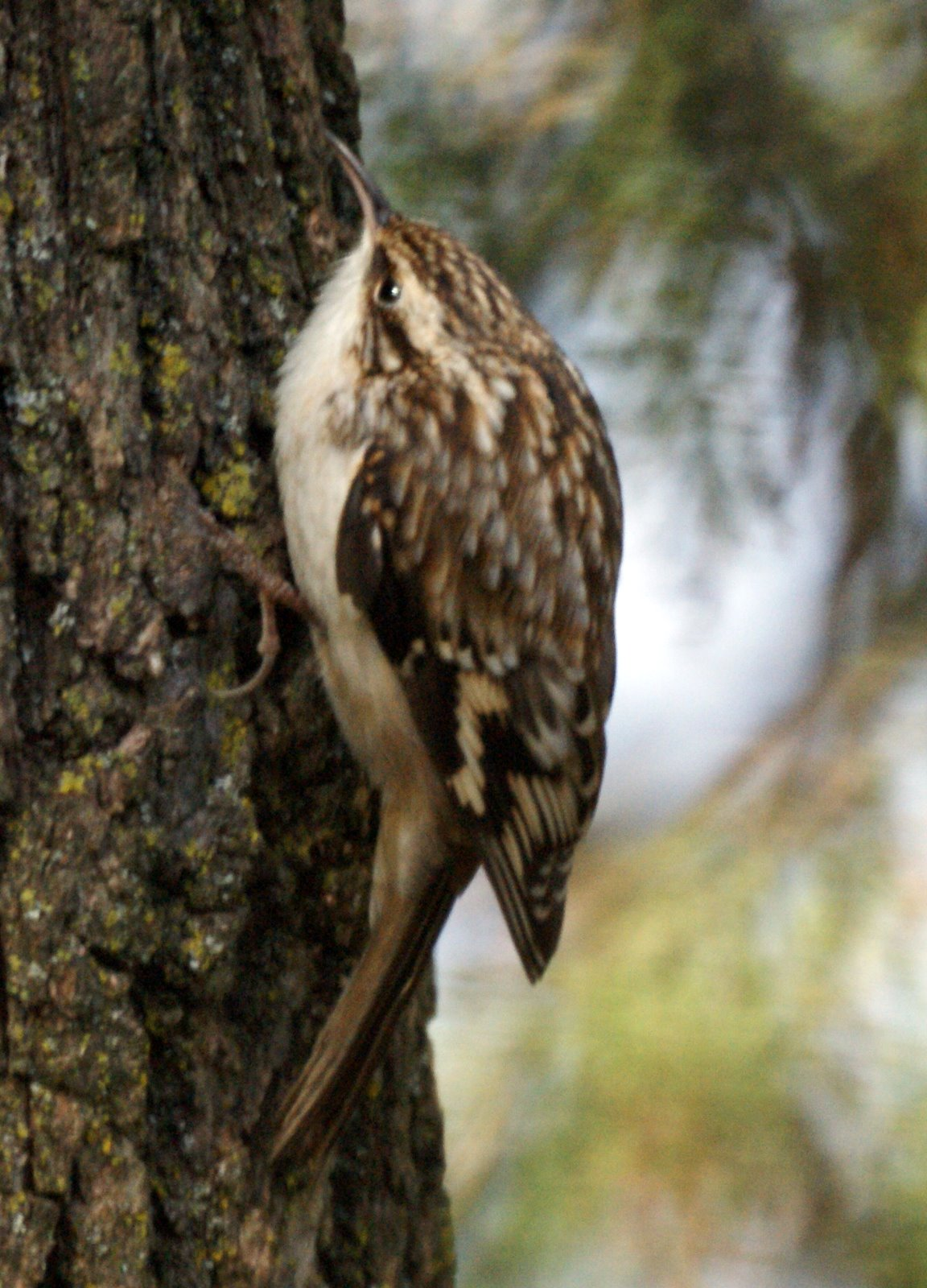

Az amerikai fakusz (Certhia americana) a verébalakúak (Passeriformes) rendjébe, ezen belül a fakuszfélék (Certhiidae) családjába tartozó faj. Nevének helyesírása (fakusz vagy fakúsz) vitatott.

## Rendszerezése
A fajt Charles Lucien Jules Laurent Bonaparte francia ornitológus írta le 1820-ban.

## Alfajai
- Certhia americana alascensis J. D. Webster, 1986
- Certhia americana albescens Berlepsch, 1888
- Certhia americana alticola G. S. Miller, 1895
- Certhia americana americana Bonaparte, 1838
- Certhia americana extima W. Miller & Griscom, 1925
- Certhia americana guerrerensis van Rossem, 1939
- Certhia americana jaliscensis W. Miller & Griscom, 1925
- Certhia americana leucosticta van Rossem, 1931
- Certhia americana montana Ridgway, 1882
- Certhia americana nigrescens Burleigh, 1935
- Certhia americana occidentalis Ridgway, 1882
- Certhia americana pernigra Griscom, 1935
- Certhia americana phillipsi Unitt & Rea, 1997
- Certhia americana stewarti J. D. Webster, 1986
- Certhia americana zelotes Osgood, 1901[2]

## Előfordulása
Kanadában, Alaszkában és az Amerikai Egyesült Államok északkeleti és nyugati részén fészkel, telet délebbre tölti, eljut Mexikó, Saint-Pierre és Miquelon, Guatemala, Honduras, Nicaragua és Salvador területéig. A természetes élőhelye a tűlevelű- és lombhullató erdők. Vonuló faj.

## Megjelenése
Testhossz 12-13 centiméter, testtömege 8-10 gramm. Vékony, lefelé hajló csőre van. Háta halványan pöttyözött, oldalai barnásak, melynek színe és mintázata, jó rejtőszín a fák kérgen, alsó teste piszkosfehér.

## Életmódja
A fák kérgének repedéseiben jellegzetes csavarvonalban keresgéli rovarokból és pókokból álló táplálékát, farkát támaszkodásra is használja.

## Szaporodása
Zseb alakú növényi részekből épített fészkét, fakéreg mögé vagy repedésekbe készíti.